# Тюреджи, Озлем
Озлем Тюреджи (тур. Özlem Türeci [ˈœzlæm ˈtyredʒi], род. 1967, Нижняя Саксония) — немецкий врач, ученый и предприниматель, супруга Угура Шахина.
С 2008 года является соучредителем немецкой биотехнологической компании BioNTech, которая в 2020 году разработала первую одобренную вакцину на основе РНК против COVID-19. С 2018 года Тюреджи занимала должность главного врача BioNTech. Также являлась основателем и гендиректором Ganymed Pharmaceuticals и является приват-доцентом в Майнцском Университете имени Иоганна Гутенберга в Майнце. В 2020 году Тюреджи, вместе со своим супругом Угуром Шахином вошли в список 100 самых богатых людей Германии.

## Биография
Родилась 6 марта 1967 года в семье стамбульских эмигрантов. Отец Тюреджи был хирургом, мать биолог.